# Моштейро (Санта-Марія-да-Фейра)
Моштейро́ (порт. Mosteiró; МФА: [muʃ.tɐj.ˈɾɔ]) — колишня парафія в Португалії, в муніципалітеті Санта-Марія-да-Фейра. Перебувала у складі округу Авейру.  Входила до регіону Північ. За старим адміністративним поділом, що був чинним до 1976 року, територія парафії належала провінції Берегове Дору.  Ліквідована 28 січня 2013 року. Увійшла до складу парафії Сан-Мігел-ду-Соту і Моштейро. Площа парафії — 2,96 км², населення — 2038 ос. (2011), густота населення — 688,51 осіб/км²
. Патрон — святий Андрій. Поштовий індекс — 4520. Код  — 010915.

## Географія

Санта-Марія-да-Фейра (2013)
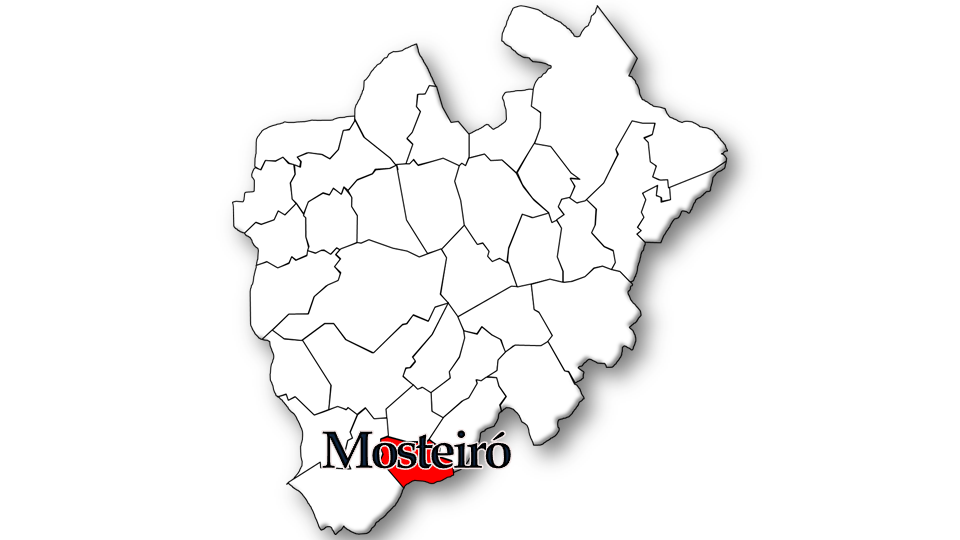
Моштейро

## Населення
| Кількість мешканців | Кількість мешканців | Кількість мешканців | Кількість мешканців | Кількість мешканців | Кількість мешканців | Кількість мешканців | Кількість мешканців | Кількість мешканців | Кількість мешканців | Кількість мешканців | Кількість мешканців | Кількість мешканців | Кількість мешканців | Кількість мешканців |
| ------------------- | ------------------- | ------------------- | ------------------- | ------------------- | ------------------- | ------------------- | ------------------- | ------------------- | ------------------- | ------------------- | ------------------- | ------------------- | ------------------- | ------------------- |
| 1864                | 1878                | 1890                | 1900                | 1911                | 1920                | 1930                | 1940                | 1950                | 1960                | 1970                | 1981                | 1991                | 2001                | 2011                |
| 606                 | 611                 | 622                 | 676                 | 721                 | 752                 | 875                 | 1 000               | 972                 | 1 103               | 1 527               | 1 745               | 1 855               | 2 043               | 2 038               |